# Закон Гіпса

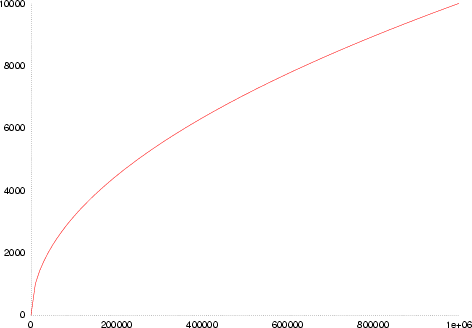
Типовий графік, який ілюструє закон Гіпса. По осі x — розмір тексту, по осі y — число різних слів у тексті. Порівняйте значення на двох осях

Закон Гіпса (англ. Heaps' law) — емпірична закономірність у лінгвістиці, що описує розподіл числа різних слів у документі (або наборі документів) як функцію від його довжини. Описується формулою
{\displaystyle V_{R}(n)=Kn^{\beta }} ,
де VR — число різних слів у тексті розміру n. K і β — вільні параметри, визначаються емпірично. Для англійського корпусу текстів, K зазвичай лежить між 10 і 100, а β між 0.4 і 0.6.
Закон часто приписують Гарольду Стенлі Гіпсу (Harold Stanley Heaps), але вперше його відкрив Густав Гердан (Gustav Herdan). З деяким наближенням закон Гердана — Гіпса асимптотично еквівалентний закону Ципфа про частоту окремих слів у тексті.